# Андрюхов Іван Васильович
Іван Васильович Андрюхов (15 жовтня 1914, Новобузький район — 6 січня 2010, Миколаїв) — радянський військовик, у роки Другої світової війни — стрілець 147-го гвардійського стрілецького полку 49-ї гвардійської стрілецької дивізії, гвардії червоноармієць. Повний кавалер ордена Слави.

## Життєпис
Народився в селі Скоблевому, нині — в межах Новобузького району Миколаївської області, в селянській родині. Українець. У 1927 році закінчив 5 класів школи. У 1929 році разом з родиною переїхав до Миколаєва. Працював такелажником на суднобудівному заводі імені 61 комунара.
З початком німецько-радянської війни, з серпня 1941 по березень 1944 року. перебував на тимчасово окупованій території. До лав РСЧА призваний у квітні 1944 року польовим РВК. Воював на 2-му та 3-му Українських фронтах.
5 жовтня 1944 року на підступах до залізничної станції Панчево (14 км північно-східніше Белграда, Сербія) гвардії червоноармієць І. В. Андрюхов першим піднявся в атаку і повів за собою бійців. Одним з перших увірвався на станцію, де особисто знищив станковий кулемет з обслугою, вбив 1 офіцера і полонив 3 солдатів ворога.
24 грудня 1944 року під час вуличних боїв у місті Бичке (Угорщина) стрілець 8-ї стрілецької роти гвардії червоноармієць І. В. Андрюхов знищив станковий кулемет супротивника разом з обслугою, внаслідок чого рота мала змогу без втрат просунутись вперед. У цьому бою знищив 4 і полонив 6 ворожих солдатів.
Перебуваючи в обороні північно-західніше поселення Кирва (Угорщина) у складі 5-ї стрілецької роти відбив 5 контратак ворога. У ніч на 1 березня 1945 року стійко відбив силову розвідку супротивника. Примітивши кулеметну точку, під покровом ночі непомітно підповз до неї і гранатою знищив разом з обслугою. Розвідка була зірвана, ворог втратив 12 своїх солдатів.
Демобілізований у жовтні 1945 року. Повернувся до Миколаєва, працював майстром дільниці монтажного цеху на рідному суднобудівному заводі.

## Нагороди
Нагороджений українським орденом Богдана Хмельницького 3-го ступеня (14.10.1999), радянськими орденами Вітчизняної війни 1-го ступеня (11.03.1985), Слави 2-го (15.04.1945) та двома 3-го (13.10.1944, 02.01.1945) ступенів, медалями. 19 серпня 1955 року перенагороджений орденом Слави 1-го ступеня (№ 2309).